# Peter Rentrop
Peter Rentrop (Düsseldorf, 3 de maio de 1948) é um matemático alemão, trabalhando principalmente com análise numérica e suas aplicações em ciência e técnica.